# 国道35号 (韩国)

国道35号图标

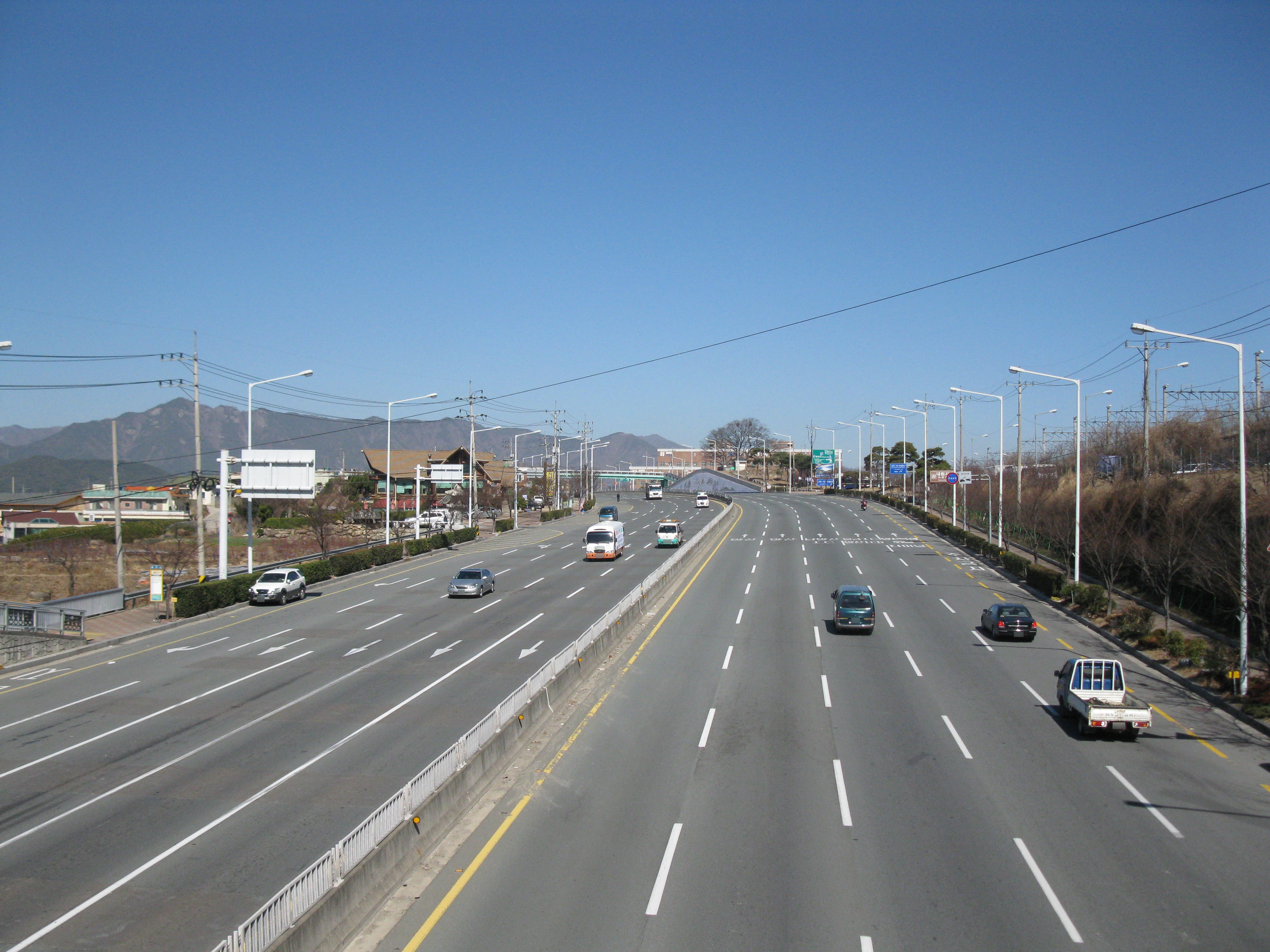
梁山市境内的国道35号

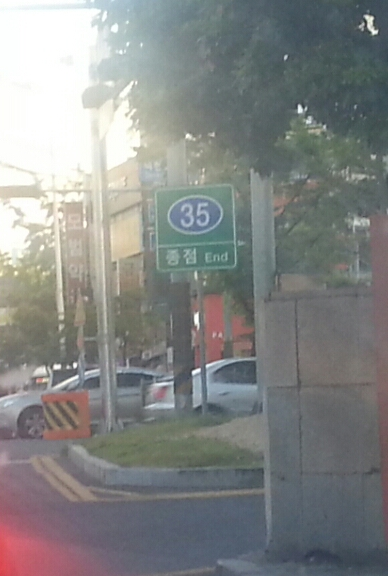
位于釜山市北区的国道35号终点标志

國道35號（韓語：국도 제35호선），又称釜山－江陵线（韓語：부산～강릉선），是大韩民国的一条南北向国家级公路。南起釜山广域市北区，途经庆尚南道、蔚山广域市、庆尚北道，与京釜高速公路（即亚洲公路1号线）等五条国家高速公路、国道4号等九条国道和国家支援地方道28号等五条国家支援地方道相连，北至江原道江陵市。其全线全长约458.6公里。在庆尚北道安東市境内部分路段（梨泉IS－亭上IS）与国道34号并行。全线于1981年3月14日开始规划建设，于1981年4月13日开通部分路段。
永川市内的路段路况较为糟糕。除此之外，由于太白山脉和小白山脉地势复杂，此路段弯道和爬坡段较多，极易发生危险。由于路段险峻，2011年发行的《米其林指南绿色指南》对江原道太白入口附近75千米的路段进行了评分。

## 主要途径城市

### 釜山广域市
北区

### 庆尚南道
梁山市

### 蔚山广域市
蔚州郡

### 庆尚北道
庆州市 - 永川市 - 青松郡 - 安东市 - 奉化郡

### 江原道
太白市 - 三陟市 - 旌善郡 - 江陵市

## 交汇道路
- 京釜高速公路
- 益山浦项高速公路
- 唐津盈德高速公路
- 东海高速公路
- 中央高速公路支线
- 国道4号
- 国道14号
- 国道20号
- 国道28号
- 国道31号
- 国道34号[註 1]
- 国道36号
- 国道38号（朝鲜语：국도 제38호선）
- 国道42号（朝鲜语：국도 제42호선）
- 28国家支援地方道28号（朝鲜语：국가지원지방도 제28호선）
- 60国家支援地方道60号（朝鲜语：국가지원지방도 제60호선）
- 68国家支援地方道68号（朝鲜语：국가지원지방도 제68호선）
- 69国家支援地方道69号（朝鲜语：국가지원지방도 제69호선）
- 88国家支援地方道88号（朝鲜语：국가지원지방도 제88호선）